# Naryury Pérez
Naryury Alexandra Pérez Reveron (29 de septiembre de 1992) es una levantadora de pesas venezolana, de Yaracuy, que compite en el evento de más de 75 kg. Ha ganado medallas de broce en los Campeonatos Panamericanos en 2013 y 2014 y una medalla de plata en los Juegos Panamericanos de 2015. También participó en los Juegos Olímpicos de Río de Janeiro 2016. Fue nombrada como la atleta más destacada del año en 2015 por el Instituto de Deporte Yaracuy y por periodistas deportivos regionales.

## Resultados principales
| Año                   | Sede                    | Peso                  | Arranque (kg)         | Arranque (kg)         | Arranque (kg)         | Arranque (kg)         | Dos tiempos (kg)      | Dos tiempos (kg)      | Dos tiempos (kg)      | Dos tiempos (kg)      | Total                 | Posición              |
| Año                   | Sede                    | Peso                  | 1                     | 2                     | 3                     | Posición              | 1                     | 2                     | 3                     | Posición              | Total                 | Posición              |
| Campeonatos Mundiales | Campeonatos Mundiales   | Campeonatos Mundiales | Campeonatos Mundiales | Campeonatos Mundiales | Campeonatos Mundiales | Campeonatos Mundiales | Campeonatos Mundiales | Campeonatos Mundiales | Campeonatos Mundiales | Campeonatos Mundiales | Campeonatos Mundiales | Campeonatos Mundiales |
| --------------------- | ----------------------- | --------------------- | --------------------- | --------------------- | --------------------- | --------------------- | --------------------- | --------------------- | --------------------- | --------------------- | --------------------- | --------------------- |
| 2015                  | Houston, Estados Unidos | +75 kg                | 108                   | 112                   | 115                   | 15                    | 141                   | 146                   | 149                   | 10                    | 264                   | 11                    |
| 2014                  | Almaty, Kazajistán      | +75 kg                | 103                   | 110                   | 110                   | 18                    | 135                   | 140                   | 145                   | 7                     | 248                   | 10                    |
| 2013                  | Wrocław, Polonia        | +75 kg                | 103                   | 106                   | 109                   | 7                     | 135                   | 140                   | 142                   | 4                     | 251                   | 5                     |